# Предикат
О предикатах в виноделии см. вина с предикатом
Предика́т (лат. praedicatum — заявленное, упомянутое, сказанное) — это утверждение, высказанное о субъекте. Субъектом высказывания называется то, о чём делается утверждение. В лингвистике субъекту соответствует подлежащее, а предикату — сказуемое.
Предикат в программировании — выражение, использующее одну или более величину с результатом логического типа.
Далее в этой статье слово предикат используется в значении высказывательной формы.

## Определение
Предика́т ({\displaystyle n}-местный, или {\displaystyle n}-арный) — это функция с множеством значений {\displaystyle \{0,1\}} (или {ложь, истина}), определённая на множестве {\displaystyle M={{M}_{1}}\times {{M}_{2}}\times \ldots \times {{M}_{n}}}. Таким образом, каждый набор элементов множества {\displaystyle M} характеризуется либо как «истинный», либо как «ложный».
Предикат можно связать с математическим отношением: если кортеж {\displaystyle (m_{1},m_{2},\dots ,m_{n})} принадлежит отношению, то предикат будет возвращать на нём 1. В частности, одноместный предикат определяет отношение принадлежности некоторому множеству.
Предикат — один из элементов логики первого и высших порядков. Начиная с логики второго порядка, в формулах можно ставить кванторы по предикатам.
Предикат называют тождественно-истинным и пишут:
{\displaystyle P\left(x_{1},...,x_{n}\right)\equiv 1}
если на любом наборе аргументов он принимает значение {\displaystyle 1}.
Предикат называют тождественно-ложным и пишут:
{\displaystyle P\left(x_{1},...,x_{n}\right)\equiv 0}
если на любом наборе аргументов он принимает значение {\displaystyle 0}.
Предикат называют выполнимым, если хотя бы на одном наборе аргументов он принимает значение {\displaystyle 1}.
Так как предикаты принимают только два значения, то к ним применимы все операции булевой алгебры, например: отрицание, импликация, конъюнкция, дизъюнкция и т. д.

## Примеры
Обозначим предикатом {\displaystyle EQ(x,y)} отношение равенства («{\displaystyle x=y}»), где {\displaystyle x,y\in \mathbb {R} }. В этом случае предикат {\displaystyle EQ} будет принимать истинное значение для всех равных {\displaystyle x} и {\displaystyle y}.
Более житейским примером может служить предикат ПРОЖИВАЕТ{\displaystyle (x,y,z)} для отношения «{\displaystyle x} проживает в городе {\displaystyle y} на улице {\displaystyle z}» или ЛЮБИТ{\displaystyle (x,y)} для «{\displaystyle x} любит {\displaystyle y}» для {\displaystyle x} и {\displaystyle y} принадлежащих {\displaystyle M} , где множество {\displaystyle M} — это множество всех людей.
Предикат — это то, что утверждается или отрицается о субъекте суждения.

## Операции над предикатами
Предикаты, так же, как высказывания, принимают два значения: истинное и ложное, поэтому к ним применимы все операции логики высказываний.
Рассмотрим применение операций логики высказываний к предикатам на примерах одноместных предикатов.

### Логические операции
Конъюнкцией двух предикатов A(x) и B(x) называется новый предикат {\displaystyle A\left(x\right)\wedge B\left(x\right)}, который принимает значение «истина» при тех и только тех значениях х из Т, при которых каждый из предикатов принимает значение «истина», и принимает значение «ложь» во всех остальных случаях.
Множеством истинности Т предиката {\displaystyle A\left(x\right)\wedge B\left(x\right)} является пересечение множеств истинности предикатов A(x)  — T1 и B(x) — T2, то есть T = T1 ∩ T2.
Например: A(x): «x — чётное число», B(x): «x кратно 3».
A(x) B(x) — «x — чётное число и x кратно 3».
То есть предикат «x делится на 6».
Дизъюнкцией двух предикатов A(x) и B(x) называется новый предикат {\displaystyle A\left(x\right)\vee B\left(x\right)}, который принимает значение «ложь» при тех и только тех значениях x из Т, при которых каждый из предикатов принимает значение «ложь» и принимает значение «истина» во всех остальных случаях.
Областью истинности Т предиката {\displaystyle A\left(x\right)\vee B\left(x\right)} является объединение областей истинности предикатов A(x) — Т1 и B(x) — Т2, то есть Т = Т1 ⋃ Т2. 
Отрицанием предиката A(x) называется новый предикат ¬A(x), который принимает значение «истина» при тех и только тех значениях x из T, при которых предикат A(x) принимает значение «ложь», и принимает значение «ложь», если A(x) принимает значение «истина».
Множеством истинности предиката x X является дополнение T' к множеству T в множестве X.
Импликацией предикатов A(x) и B(x) называется новый предикат {\displaystyle A\left(x\right)\Rightarrow B\left(x\right)}, который является ложным при тех и только тех значениях x из T, при которых A(x) принимает значение «истина», а B(x) — значение «ложь», и принимает значение «истина» во всех остальных случаях.
Читают: «Если A(x), то B(x)».
Например. A(x): «Натуральное число x делится на 3». B(x): «Натуральное число x делится на 4», можно составить предикат: «Если натуральное число x делится на 3, то оно делится и на 4».
Множеством истинности предиката {\displaystyle A\left(x\right)\Rightarrow B\left(x\right)} является объединение множества T2 — истинности предиката B(x) и дополнения к множеству T1 истинности предиката A(x).

### Кванторные операции
- Квантор всеобщности {\displaystyle \forall }
- Квантор существования {\displaystyle \exists }
- Квантор существования по переменной {\displaystyle x}1